# Klaverzuring
Klaverzuring (Oxalis) is een geslacht van planten in de klaverzuringfamilie (Oxalidaceae). Het is het grootste geslacht binnen de familie. Het geslacht komt in vrijwel de hele wereld voor, behalve in de poolgebieden. De soortendiversiteit is vooral groot in tropisch Brazilië en in Zuid-Afrika.
Deze planten zijn eenjarig of overblijvend. De bladeren zijn in drie tot tien ronde, hartvormige of lancetvormige blaadjes, gegroepeerd in een krans met alle bladen ongeveer even groot. Ze lijken sterk op klaver, maar bij klaverzuring is het middelste blad iets groter.
De bloemen hebben vijf kroonbladen, gewoonlijk aan de basis vergroeid, en variëren in kleur van wit, roze, geel tot rood.
De vrucht is een kleine capsule (doosvrucht) met verscheidene zaden.

## Bloemdiagram

## Soorten

### België en Nederland
In België en Nederland komen de volgende soorten voor:
- Gehoornde klaverzuring (Oxalis corniculata)
- Knobbelklaverzuring (Oxalis dillenii)
- Stijve klaverzuring (Oxalis stricta)
- Witte klaverzuring (Oxalis acetosella)

### Elders
- Oxalis adenophylla
- Oxalis albicans
- Oxalis alpina
- Oxalis articulata
- Oxalis barrelieri
- Oxalis bowiei
- Oxalis caerulea:
- Oxalis debilis
- Oxalis decaphylla
- Oxalis dichondrifolia
- Oxalis drummondii
- Oxalis eggersii
- Oxalis enneaphylla
- Oxalis europaea
- Oxalis frutescens
- Oxalis grandis
- Oxalis griffithii
- Oxalis hirta
- Oxalis illinoensis
- Oxalis incarnata
- Oxalis intermedia
- Oxalis latifolia
- Oxalis macrocarpa
- Oxalis montana
- Oxalis nelsonii
- Oxalis oregana

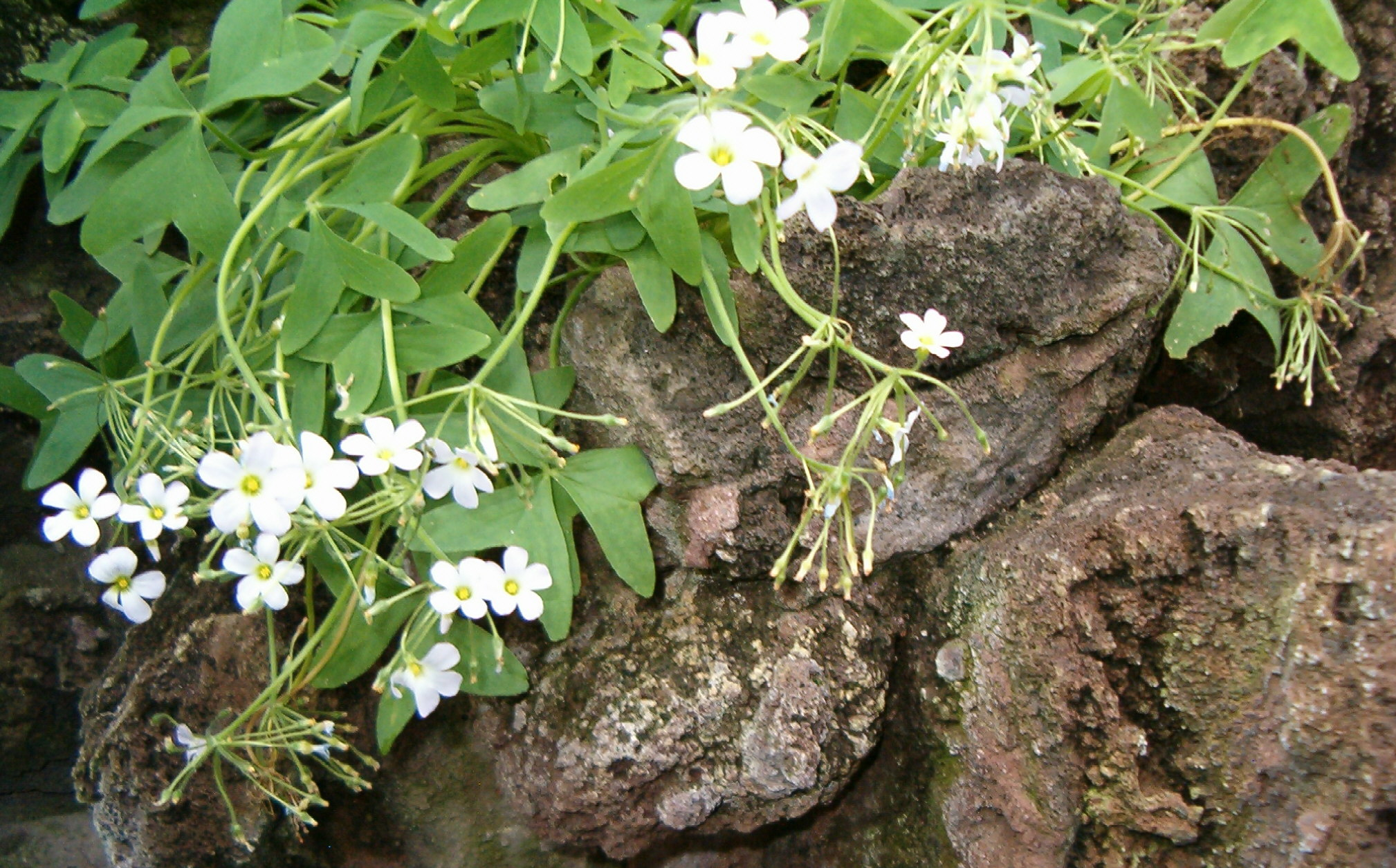
Oxalis latifolia

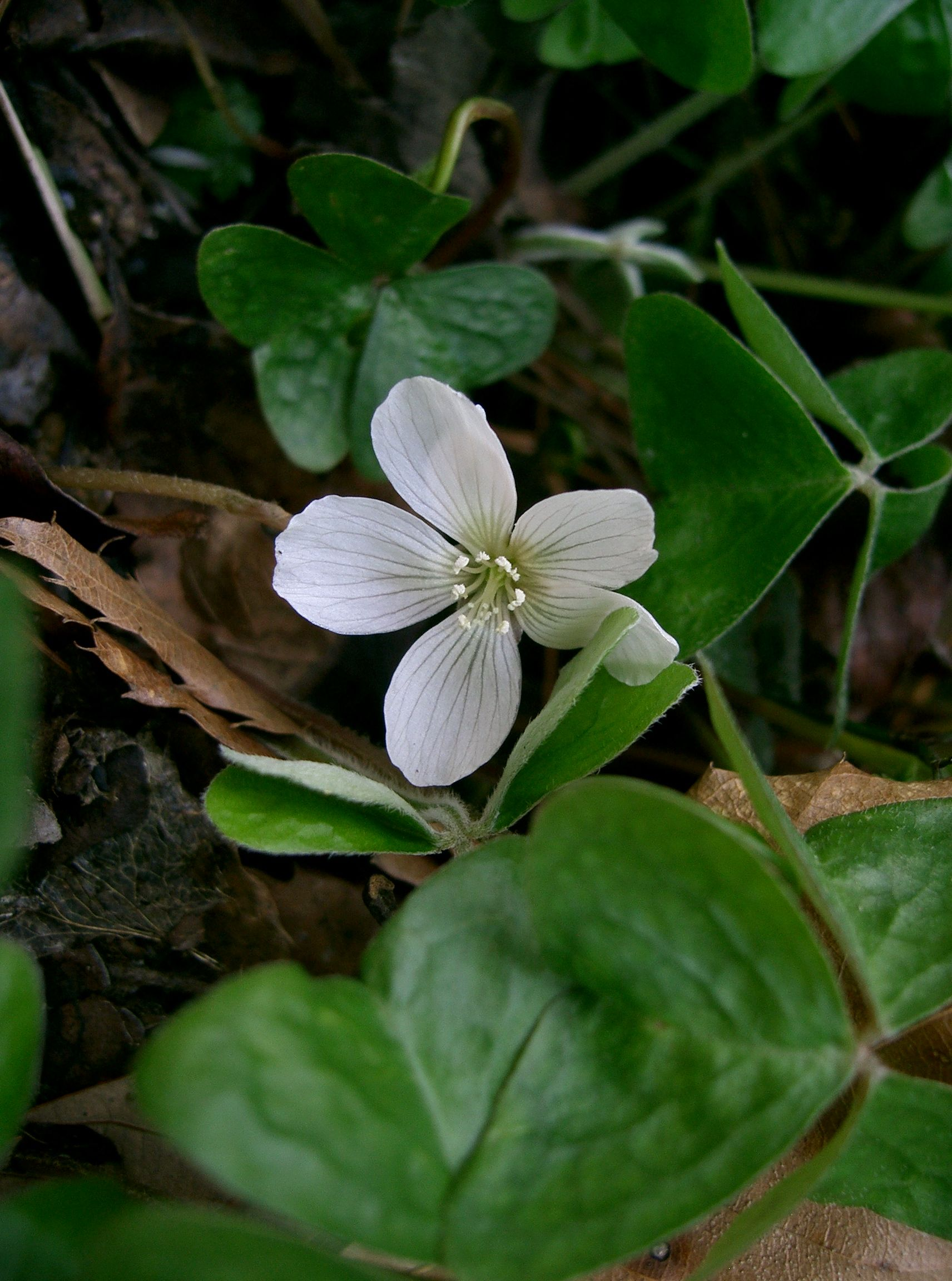
Oxalis griffithii

- Oxalis pes-caprae (Knikkende klaverzuring)
- Oxalis priceae
- Oxalis purpurea
- Oxalis radicosa
- Oxalis regnellii
- Oxalis rosea
- Oxalis rubra
- Oxalis rugeliana
- Oxalis spiralis
- Oxalis stricta (Stijve klaverzuring)
- Oxalis tetraphylla (Klavertje vier)
- Oxalis trilliifolia
- Oxalis tuberosa (Oca)
- Oxalis violacea
- Oxalis virginea